# Iver Fossum
Iver Fossum (født 15. juli 1996) er en norsk fodboldspiller, der spiller for Rosenborg BK som midtbane.

## Klubkarriere

### Strømsgodset
Fossum fik sin debut for Strømsgodset i en 2-1-sejr over Molde FK den 28. april 2013. Han fik sit gennembrud i 2014-sæsonen, hvor han gradvis blev en mere etableret del af holdet ved blandt andet at spille 26 ud af 30 kampe i Tippeligaen. I 2015-sæsonen blev han topscorer for klubben, som endte nummer to i Tippeligaen 2015.

### Hannover 96
Fossum skrev den 23. december 2015 under på en kontrakt med Hannover 96 gældende frem til juni 2020. Aftalen havde en værdi af 20 millioner norske kroner.

### AaB
Den 16. august 2019 skrev han under på en kontrakt med den danske klub AaB. Han skrev under på en fireårig kontrakt.

### FC Midtjylland
Den 10. juli 2023 skrev Fossum under på en treårig aftale med FC Midtjylland.